# Barbus stanleyi
Barbus stanleyi är en fiskart som beskrevs av Max Poll och Gosse, 1974. Barbus stanleyi ingår i släktet Barbus och familjen karpfiskar. IUCN kategoriserar arten globalt som livskraftig. Inga underarter finns listade.